# Mangrove Rehabilitatie Project Weg naar Zee
Mangrove Rehabilitatie Project Weg naar Zee is een project in samenwerking van het Surinaamse ministerie van Openbare Werken (OW) en de Anton de Kom Universiteit van Suriname (AdeKUS) dat beoogt om herstel van de mangrovebegroeiing van de Surinaamse kust te bevorderen.

## Achtergrond
Een aanzienlijk deel van de Surinaamse kust behoort tot de WWF-ecoregio Mangrovekust van noordelijk Zuid-Amerika. Mangrovebossen zijn daarmee een belangrijk deel van de natuurlijke begroeiing. Zij behoren daarmee ook tot de sterkste koolstofvastleggers in de tropen. Er wordt geschat dat mangroven gemiddeld 1.023 Mg/ha koolstof opnemen en ontbossing van mangroven dragen jaarlijks 0,02-0,12 Pg koolstof bij oftwel 10% van alle uitstoot in de atmosfeer. De Surinaamse kustvlakte is ontstaan door aanslibbing van materiaal dat aangevoerd wordt uit het Amazonegebied door stromingen langs de Zuid-Amerikaanse kust. Er zijn afwisselend periodes van aanwinning en afkalving geweest. Dit maakt de kustvlakte echter erg kwetsbaar voor het rijzen van de zeespiegel als gevolg van een veranderend klimaat. Suriname heeft met wisselend succes getracht delen van zijn kust door bedijking te beschermen. De beschermende rol van de mangroven wordt sinds lang erkend, hoewel er ook fouten gemaakt zijn. Na 1980 konden arme mensen eigendomsrecht krijgen over land mits ze konden aantonen dat ze het ook werkelijk bebouwden, ongeacht wie het land eerder in bezit had. Dit bracht sommigen ertoe vegetatie, ook mangroven, te verwijderen. Eerder had de regering mensen ertoe aangezet rijst te verbouwen.

## Doorlaatbare dammen
In 2016 begon professor Sieuwnath Naipal van AdeKUS met een kleinschalig project in Weg naar Zee om middels een doorlaatbare dam aanslibbing en groei van mangroven kunstmatig te bevorderen. Er werd van walabapalen en bamboevulsel een dam gebouwd van 200 m lang, 2 m hoog en 0,5 m diep. Water kan door de dam heen en weer stromen, maar de stroomsnelheid wordt dusdanig gedempt dat aanslibbing bevorderd wordt en het slib niet weer door de zee afgevoerd wordt. Op het slib kunnen dan mangroven wortelschieten waardoor de beschermende werking nog versterkt wordt en permanent gemaakt wordt in de vorm van een kwelder. Een dergelijk idee was eerder op Java toegepast, en is goed vergelijkbaar met de kwelderwerken in Nederland.
Het project werd een succes en het werd de basis voor een landelijk project dat op 30 juli 2022 door president Chandrikapersad Santokhi middels het onthullen van een naambord officieel gestart is.

## Video
- YouTube